# Gumaca
Gumaca ist eine philippinische Stadtgemeinde in der Provinz Quezon, in der Verwaltungsregion IV, Calabarzon. Sie hat 73.877 Einwohner (Zensus 1. August 2015), die in 59 Barangays lebten. Sie wird als Gemeinde der ersten Einkommensklasse auf den Philippinen eingestuft. 
Gumaca liegt im Süden der Bucht von Lamon, an deren Küste liegen kleinere Mangrovenwälder. Ihre Nachbargemeinden sind Atimonan und Plaridel im Westen, Pitogo und Unisan im Süden, Lopez im Osten. Die Topographie der Stadt ist gekennzeichnet durch Flachländer, sanfthügelige und gebirgige Landschaften. 
Gumaca wird über den Maharlika Highway und durch die Eisenbahn mit der Bicol-Region und der Hauptstadtregion Metro Manila verbunden. Die täglichen Eisenbahnverbindungen wird von der Philippine National Railways betrieben. 

## Baranggays
| - Adia Bitaog - Anonangin - Bagong Buhay (Pob.) - Bamban - Bantad - Batong Dalig - Biga - Binambang - Buensuceso - Bungahan - Butaguin - Calumangin - Camohaguin - Casasahan Ibaba - Casasahan Ilaya - Cawayan - Gayagayaan - Gitnang Barrio - Hardinan - Inaclagan - Inagbuhan Ilaya | - Hagakhakin - Labnig - Laguna - Lagyo - Mabini(Pob.) - Mabunga - Malabtog - Manlayaan - Marcelo H. Del Pilar - Mataas Na Bundok - Maunlad (Pob.) - Pagsabangan - Panikihan - Peñafrancia (Pob.) - Pipisik (Pob.) - Progreso - Rizal (Pob.) - Rosario - San Agustin - San Diego (Pob.) - San Diego (Bukid) | - San Isidro Kanluran - San Isidro Silangan - San Juan De Jesus - San Vicente - Sastre - Tabing Dagat (Pob.) - Tumayan - Villa Arcaya - Villa Bota - Villa Fuerte - Villa Mendoza - Villa Nava - Villa Padua - Villa Perez - Villa Principe - Villa Tañada - Villa Victoria |